# Mindelhänge zwischen Winzer und Mindelzell
Mindelhänge zwischen Winzer und Mindelzell este o arie protejată (arie specială de conservare — SAC, sit de importanță comunitară — SCI) din Germania întinsă pe o suprafață de 90,07 ha, integral pe uscat.

## Localizare
Centrul sitului Mindelhänge zwischen Winzer und Mindelzell este situat la coordonatele 48°14′49″N 10°27′17″E / 48.2469°N 10.4547°E.

## Înființare
Situl Mindelhänge zwischen Winzer und Mindelzell a fost declarat sit de importanță comunitară în martie 2001 pentru a proteja 1 specie de animale. Situl a fost protejat și ca arie specială de conservare în aprilie 2016.

## Biodiversitate
Situată în ecoregiunea continentală, aria protejată conține 3 habitate naturale: Păduri de fag Luzulo-Fagetum, Păduri de fag Asperulo-Fagetum, Păduri pe pante, grohotișuri și ravene de Tilio-Acerion.
La baza desemnării sitului se află o specie protejată de  mamifere: liliac cu urechi mari (Myotis bechsteinii).